# Galium microphyllum
Galium microphyllum är en måreväxtart som beskrevs av Asa Gray. Galium microphyllum ingår i släktet måror, och familjen måreväxter. Inga underarter finns listade i Catalogue of Life.